# J-five
J-five, nome artístico de Jonathan Kovacs, (Los Angeles, 1982) é um cantor rapper norte americano. Também é membro do grupo de rock "Dusty white".

## Discografia
- Sweet little nothing, J-five 2004
- Summer, Johnny Five 2004